# Colorados de Bolivia

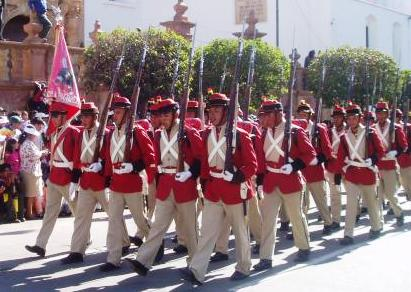
Colorados en desfile por la ciudad de Sucre, visten su tradicional uniforme del siglo XIX

El Regimiento de infantería RI-1 Colorados de Bolivia es una unidad militar del Ejército Boliviano que se constituye como regimiento escolta presidencial cuya misión específica es resguardar la seguridad e integridad física del Presidente del estado plurinacional  y a cuyo cargo se encuentra la custodia del Palacio de Gobierno y Residencia Presidencial.
Cuenta con dos batallones de infantería que son el BI-201 y BI-202 con sus respectivos cuarteles. El cuartel central Calama, ubicado en la calle del mismo nombre donde funcionan las oficinas centrales de la unidad y el centro de reclutamiento. El cuartel Mirador con asiento en el cerro de Quilli Quilli, zona de Villa Pavón, es un centro de adiestramiento en diversas áreas de especialización como asalto, apoyo, protección de personas, primeros auxilios, etc. Este regimiento es considerado como el más representativo del Ejército boliviano, por sus gestas libradas y el significado que tiene en la memoria histórica del pueblo boliviano.

## Historia
Este cuerpo militar tiene sus orígenes en 1821, año en que el guerrillero altoperuano José Miguel Lanza organizó una milicia independentista en los territorios que hoy son parte de República de Bolivia. En sus filas figuraron algunos personajes que posteriormente serían importantes en la historia boliviana entre otros José Ballivián, Mariano Torrelio y Manuel Dehesa.
la primera referencia a este cuerpo aparece en 1857 cuando figura como Batallón "Colorados" 39 de Línea convirtiéndose desde entonces en una unidad de élite del ejército boliviano.<ref.>Díaz Arguedas Julio "Historia del Ejército de Bolivia, 1825-1932", pág. 266</ref.> El ideólogo de este cuerpo de infantería fue el entonces coronel Plácido Yáñez, el que fuera responsable de la Matanza del Loreto 
(23 de octubre de 1861), quien impuso una disciplina férrea en extremo. Se recuerda muchas veces que él fue quien dispuso la prohibición de salir con permiso durante el primer mes de instrucción.
Yáñez tenía como lema El amor a las armas entra con sangre, lo que le servía para justificar incluso la muerte de quienes pedían su baja o morían en el transcurso del adiestramiento. Fue mediante este duro aprendizaje y disciplina que se formó una unidad de tipo pretoriana que luego pondría en el poder o mantendría en él a varios caudillos militares desde Belzu hasta Daza, que lo sostuvieron como un cuerpo profesional y permanente dándole tratos presénciales. Contando con el apoyo de los Colorados, Hilarión Daza derrocó al presidente Agustín Morales en 1876 asumiendo en adelante la presidencia de Bolivia. Los Colorados se convirtieron desde entonces en el brazo armado que mantuvo a Daza en el poder. La mayoría de sus miembros eran compadres o ahijados del mismo. De sus 593 plazas, 370 ostentaban un grado superior al de soldado y recibían la paga de comandantes. Por este motivo eran conocidos popularmente como los Colorados de Daza.

### Guerra del Pacífico

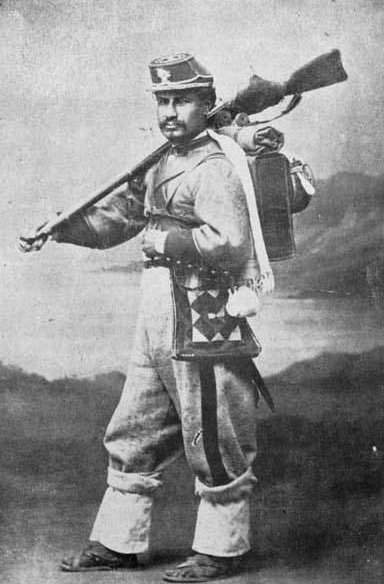
Colorado de Bolivia en 1879: nótese que lleva ojotas (sandalias) y chuspa (bolsa de lana), prendas ambas usadas por los indígenas como parte de su cultura.

Al estallar la guerra del Pacífico, el ejército boliviano estaba compuesto de dos escuadrones de caballería, una batería de artillería y tres batallones de infantería siendo los Colorados el N.º 1 de Línea. Su armamento consistía en fusiles Remington mientras que los otros batallones, dada la poca confianza que inspiraban al presidente, se encontraban armados en su mayoría de anticuados fusiles de avancarga.
A finales de 1879, el ejército boliviano al mando del presidente Daza, fue movilizado a Tacna donde se reunió con el ejército peruano al mando de su presidente Mariano Ignacio Prado. Tras la captura del monitor Huáscar y el inicio de la campaña terrestre marcharon junto al resto del ejército boliviano de Arica a Tarapacá en apoyo de las fuerzas peruano-bolivianas del general Juan Buendía que se encontraban prontas a enfrentarse al ejército chileno en la estación de Dolores. Sin embargo el temor de Daza de que las tropas que le sostenían en el poder fueran diezmadas y esto fuera aprovechado por sus enemigos internos para derrocarlo, hizo que a la altura del río Camarones diera media vuelta y contramarchara a Arica abandonando a Buendía a su suerte. Estas noticias desmoralizaron al ejército aliado y tras la derrota en Dolores las tropas bolivianas se dispersaron por completo con dirección a Oruro. Esta acción es conocida en la historia como la Traición de Camarones. Según el general boliviano Juan José Pérez (muerto posteriormente en la batalla de Tacna) cuando los soldados preguntaron a Daza cómo es que iban a contramarchar sin haber vengado a sus hermanos muertos en Pisagua este los engañó diciendo que el presidente Prado los necesitaba para defender Sama (al norte de Arica) que supuestamente iba a ser atacada por los chilenos al igual que Pisagua. Con ello los Colorados accedieron a dar la vuelta.
Como consecuencia de este desleal proceder, Daza fue derrocado por sus propias tropas poco después, asumiendo el mando del ejército el general Narciso Campero. Para evitar que siguiera siendo conocido como Colorados de Daza, el batallón fue renombrado "Alianza N.º 1".

#### Batalla del Alto de la Alianza
La ocasión en la que finalmente el batallón Colorados tendría la oportunidad de demostrar toda su capacidad fue en la batalla del Alto de la Alianza en la llanura ubicada al norte de la ciudad de Tacna.
Allí se enfrentaron 8500 peruanos y 5150 bolivianos con 23 piezas de artillería contra 14 147 chilenos, de los cuales combatieron sólo 9000 pues la reserva no alcanzó a participar. Las fuerzas chilenas contaban con 41 piezas de artillería.
El Batallón Colorados constituía el ala derecha del dispositivo aliado, pero al mediodía del 26 de mayo de 1880 recibió la orden de trasladarse al ala izquierda, donde flaqueaba la defensa aliada ante el ataque de las divisiones chilenas de los coroneles Barceló y Amengual. Su misión era reforzar a los aliados y arremeter contra el enemigo, al que buscó atemorizar con el famoso grito de "temblad rotos que aquí entran los Colorados de Bolivia".

«El batallón Buin, afamado de los chilenos avanzaba resuelto y se oía en sus filas el grito: ¿dónde están los Colorados? Estos no eran hombres de hacerse esperar en tales ocasiones. Avanzan también y después de un nutrido fuego, ganando terreno esgrimen la bayoneta y cargan con admirable denuedo. Pudo verse allí en tierra y bañado en sangre un grupo formado por un Colorado y uno del Buin, cuya bayoneta la tenía aquel clavada en el pecho cerca del hombro izquierdo, mientras el Colorado había introducido la suya en la ingle derecha del chileno, encontrándose ahí ambos recíprocamente inutilizados.»
Capitán argentino Florencio del Mármol "Recuerdos de Bolivia".

«La orden de avance se cumplió pasando sobre cadáveres cuya vista inflamaba el ardor patriótico de nuestros soldados, el combate se rehízo ahí con tal ímpetu y bravura que a los 17 minutos de mortífero fuego quedó restablecida la línea, los batallones enemigos Esmeralda, Santiago y Navales... tuvieron que cedernos el terreno, huyendo en vergonzosa fuga y puestos en completa derrota por los bravos del 1.º de Bolivia, el compacto y nutrido fuego no logró atemorizarlos, ni fue parte alguna... para que arrebataran al enemigo sus piezas de cañón... las piezas tomadas y aún calientes eran dos Krupp de calibre mayor, tres de menor y una ametralladora desmontada y caída, todas ellas con sus respectivas municiones, rifles abandonados por el pánico del contrario, tres banderolas... era un espectáculo grandioso y ejemplar... Avanzábamos y avanzábamos difundiendo cada vez mayor temor en las destrozadas filas enemigas, pasando sobre cadáveres y rifles abandonados, pero presentóse muy luego la numerosa caballería enemiga que con veloz carrera y por escuadrones se nos venía a la carga... los brillantes cuadros de infantería que para algunos quedaban proscritos de la táctica moderna por la precisión de las armas de estos últimos tiempos nos sirvieron allí una vez más para mostrar a nuestros enemigos la destreza y pujanza de nuestros soldados... en el impetuoso avance de sus caballos vino el enemigo hasta quince metros de nosotros: armada la bayoneta, una descarga que parecía hecha por un solo hombre la recibió y después otra y otra, uniformes y tremendas, la cobarde caballería volteo caras en menos tiempo del que basta para decirlo... Estruendosas vivas a la Alianza, al Perú y Bolivia acompañaban a este glorioso incidente del combate...»
Informe del coronel Ildefonso Murguia al Ministro de Guerra de Bolivia, Oruro agosto 13 de 1880

«Mi batallón marchaba a vanguardia de toda la primera división, seguido de Navales, Esmeralda y Chillán. Una vez llegados a la última loma, diviso a los famosos Colorados. Sufrimos varias bajas, en la batalla fuimos derrotados por haberle venido una gran reserva a los Colorados. Ya nuestras fuerzas estaban diezmadas y casi agotadas las municiones. Valparaíso y Navales andábamos todos reunidos después de la retirada, pero guiados por el valor inimitable del bravo Coronel Urriola pudimos reorganizarnos y atacar con todo empeño.»
Relato de un soldado chileno, inserto en El Mercurio de Valparaíso Nros. 15974-15975.

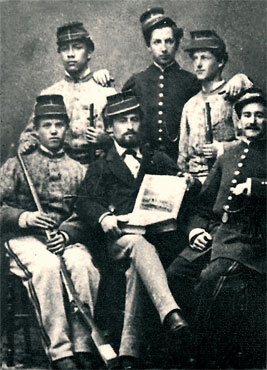
Oficiales y soldados del batallón colorados de Bolivia durante la guerra del Pacífico.

Pese al éxito inicial pronto las tropas chilenas en retirada lograron reorganizarse y reamunicionarse. Reforzadas por una nueva división al mando del coronel Amunátegui volvieron al ataque, la superioridad material y militar finalmente se impuso y la batalla se perdió. Al ser destruido el único ejército con que contaba, Bolivia se retiró de la guerra del Pacífico. Entre los Colorados famosos en esta batalla, se hallaba Juan Pinto que era tamborillero en el regimiento, además del Coronel Ildefonso Murguía Anze que condujo a los Colorados durante la batalla.
En recuerdo a los soldados que lanzándose con sus armas cargadas y bayonetas caladas vencieron a cuatro cuerpos de ejército y a una carga de la caballería (formando un cuadro de infantería) y a los centenares que murieron, puesto que fueron los primeros en salir, se instituyó el 26 de mayo como el Día de la Infantería.

### Guerra del Acre
En la Guerra del Acre la unidad participó como parte integrante del Ejército Nacional al mando del Presidente José Manuel Pando.

### Guerra del Chaco
En la guerra del Chaco, ahora ya elevado a nivel de Regimiento, participó en distintas batallas. El 18 de julio de 1932, dada las escasas fuerzas en el sudeste chaqueño, el presidente Salamanca sugirió al general Osorio, que el regimiento Colorados, que se encontraba entre Ingavi y Picuiba abriendo un camino, se trasladara hacia Muñoz-Arce. Osorio se opuso a dar cumplimiento a esa orden y presentó su renuncia que fue aceptada por Salamanca. Resultó inexplicable para Salamanca la obstinación de Osorio teniendo en cuenta, dijo, que esa unidad «no tenía más que el prestigio de su glorioso nombre» y aunque, como otros regimientos, se encontraba en etapa de instrucción militar, hubiera ayudado en ese sector donde, mes y medio después, se iniciaría la guerra. 
Afectado moralmente por el violento combate del 10 de diciembre de 1932, en Kilómetro Siete, juntamente con el RI-25, abandonó su posición dirigiéndose hacia Saavedra. El teniente coronel Bretel ordenó a la artillería que contuviera esta deserción lo que se logró apuntando los cañones directamente a la tropa. El 21 de enero de 1933 figuró en el ataque frontal al fortín Fernández (Herrera) donde fue diezmado por sus defensores. Los sobrevivientes fueron distribuidos en otros regimientos y su nombre pasó al regimiento 41. 
En la Primera batalla de Kanawha llegó por el sur hasta el sector de las cocinas del fortín paraguayo pero fue desalojado luego de un combate cuerpo a cuerpo y sufrió fuertes pérdidas en la retirada al no ser apoyado por fuerzas amigas. 
El 3 y 4 de diciembre de 1933 fue enviado por Wundt a contener la masa de maniobra paraguaya que había cortado el camino Ahuata-Saavedra a la altura del km 31 pero fue arrollado por esas fuerzas que eran muy superiores. El 11 de diciembre de 1933, en Campo Vía, realizó un último intento por romper el cerco pero fue rechazado con fuertes bajas resultando gravemente herido su comandante, el mayor Sinforiano Bilbao Rioja. Figuró en la lista de regimientos que se rindieron en El cerco de Campo Vía, el 11 de diciembre de 1933. 
En mayo de 1934, se destacó en la Batalla de Cañada Strongest donde encerró y obligó a capitular a un batallón del regimiento "Lomas Valentinas" del ejército paraguayo.
Participó en la defensa del sector Ballivián a mediados de 1934:

«Será menester apuntar que la fatiga y otros factores [...] quebró en más de una vez la moral de nuestras aguerridas unidades [...] dos días después [10 de julio de 1934], el desarrollo de una operación tendiente a envolver al enemigo en sus posiciones nos fue malogrado por el desbande del regimiento Colorados, uno de los mejores del 1er. Cuerpo de Ejército [...].»
Oficial boliviano Hugo René Pol (en Pol, 1945, pág. 91)

### Lucha contra la guerrilla
Contra la guerrilla del Che Guevara en Ñancahuazú tuvo destacada participación en Overá, Lequira, El Espino y Muchiri. También participó contra la Guerrilla de Teoponte.

## Homenaje

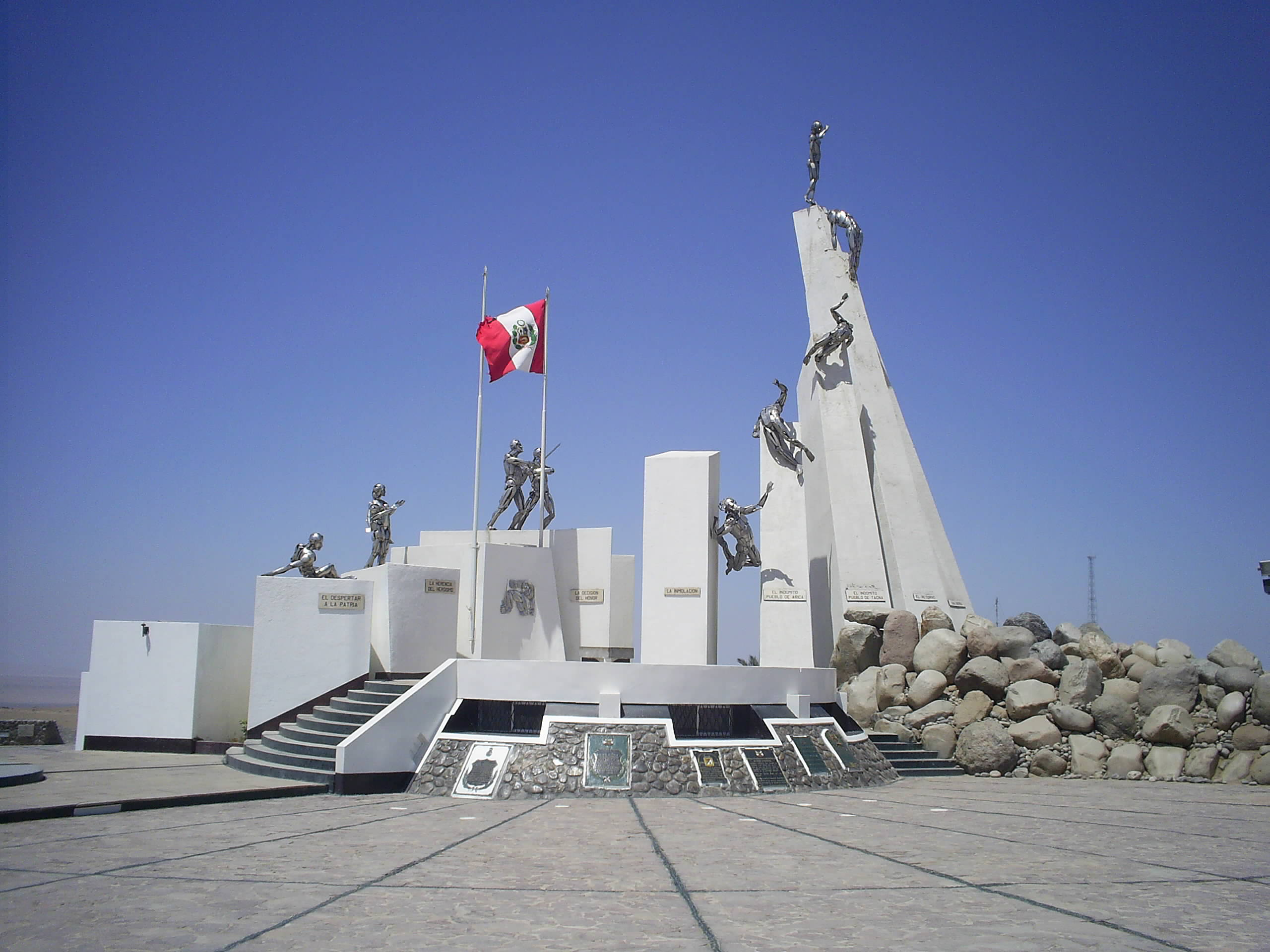
Monumento a la Batalla del Alto de la Alianza, Cerro Intiorko en Tacna

- La Ley No 2922, promulgada por el gobierno del presidente Carlos Mesa el 26 de noviembre de 2004, declaró Héroe Nacional al Coronel Ildefonso Murguía Anze, Comandantes, Clases y Soldados del batallón Colorados de Bolivia, por su valiente y patriótica acción en la Batalla del Alto de la Alianza.[13]

- Es una tradición anual que una delegación del regimiento Colorados de Bolivia participe de la ceremonia realizada cada 26 de mayo en el Alto de la Alianza donde se desarrolló la Batalla de Tacna, ubicado al norte de Tacna, en la cual, tras izar los pabellones de ambas naciones, se entonan sus respectivos himnos y se colocan ofrendas florales en honor a los soldados peruanos y bolivianos caídos en la batalla. En el año 2009 esta tradición fue rota por el gobierno del presidente Evo Morales, que aduciendo tensiones diplomáticas, por el asilo político concedido en Perú a tres exministros del Gobierno de Gonzalo Sánchez de Lozada, no permitió la participación de la delegación boliviana en los actos protocolares.[14]

## Lemas
Tradicionalmente el lema oficial del ejército boliviano ha sido Subordinación y Constancia. ¡Viva Bolivia! sin embargo en marzo de 2010 el presidente Evo Morales ordenó su sustitución por el lema socialista Patria o Muerte. ¡Venceremos!. Esta medida generó una honda polémica en Bolivia encontrando el rechazo de la oposición, por considerar que se trataba de imponer la doctrina política del partido de gobierno en el ejército, y generando malestar en ex altos mandos del mismo, por tratarse de un lema introducido en el país por el guerrillero comunista Ernesto "Che" Guevara quien fuera tomado prisionero y asesinado por el ejército boliviano en 1967. La controversia pareció superarse con la vigencia oficial y paralela de los dos lemas pero volvió a resurgir en una ceremonia oficial llevada a cabo en Cochabamba el 22 de abril de 2010, cuando el presidente venezolano Hugo Chávez, tras saludar a los Colorados de Bolivia, lanzó el grito Patria o Muerte en dos ocasiones sin que este fuera respondido por los soldados.